# Augusto Hamann Rademaker Grünewald

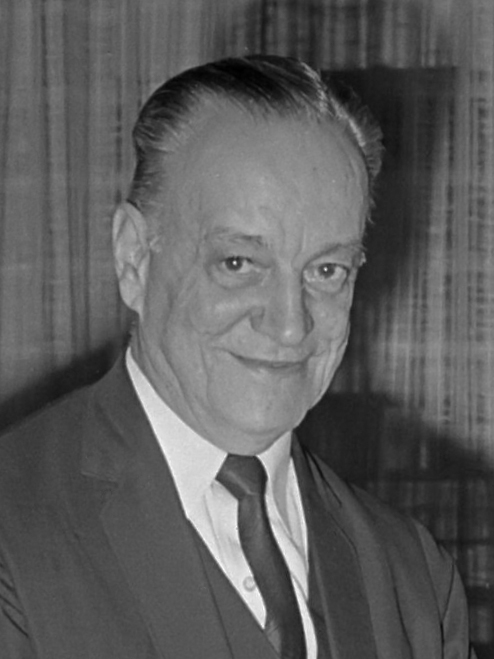
Augusto Hamann Rademaker Grünewald, 1968

Augusto Hamann Rademaker Grünewald (* 11. Mai 1905 in Rio de Janeiro; † 13. September 1985 ebenda) war ein Admiral der brasilianischen Marine. Er gehörte zusammen mit Márcio de Souza Mello und Aurélio de Lira Tavares dem Triumvirat der Militärjunta an, die Brasilien vom 30. August bis zum 30. Oktober 1969 regierte.
Grünewald war deutscher und dänischer Herkunft und katholischer Christ.

## Ämter
Vom 4. April 1964 bis zum 15. April 1964 war er Minister des Verkehrswesens und vom 15. März 1967 bis zum 30. Oktober 1969 Minister der Marine unter Präsident  Ranieri Mazzilli. Zwischen der Krankheit Artur da Costa e Silvas und der Einführungszeremonie Emílio Garrastazu Médicis wurde Brasilien von einer Militärregierung, der Junta Governativa Provisória, regiert. Hier übte Grünewald das Amt des Vizepräsidenten aus.